# Bislett Games
O Meeting do Bislett, ou Bislett Games é um meeting de atletismo que se desenrola anualmente no Bislett stadion em Oslo, Noruega. Disputa-se tradicionalmente em finais de junho ou início de julho e faz parte dos seis encontros que constituem a Liga Dourada, promovida pela IAAF.

## História
O primeiro meeting teve lugar em 1924, edição que viu o primeiro de uma grande série de recordes mundiais batidos em Oslo. Em 1946, o Bislett foi palco do Campeonato da Europa de Atletismo. Entre 1947 e 1965, o meeting foi organizado por diferentes organizações debaixo de diferentes designações.
Em 1965, três organizações ligadas à modalidade, fundaram a Bislett Alliance. a qual passou a organizar um encontro de atletismo que, progressivamente, começou a ter uma marcante notoriedade internacional: Para tal, muito contribuiram os recordes do mundo que iam sendo regularmente batidos no Bislett stadion.
A partir de 1993, o Bislett Games foi incluído nos Golden Four, juntamente com o Weltklasse Zürich, o Memorial Van Damme de Bruxelas e o ISTAF de Berlim. Cinco anos depois, o formato da Liga Dourada foi modificado devido à inclusão de novos meetings. 
A edição de 2004 do Meeting de Oslo foi disputada na cidade de Bergen, devido às obras de renovação do Bislett stadion. Uma das principais inovações deste novo estádio foi a passagem de uma pista de seis corredores para uma pista standard de oito corredores. Esta reconstrução foi terminada em 2005, a tempo de incluir a edição desse ano na Liga Dourada.

## Recordes mundiais
| Ano  | Vencedor(es)                       | Nacionalidade   | Prova(s)                    | Marcas       |
| ---- | ---------------------------------- | --------------- | --------------------------- | ------------ |
| 1924 | Adriaan Paulen                     | Países Baixos   | 500 metros masculinos       | 1.03,8 m     |
| 1925 | Charles Hoff                       | Estados Unidos  | salto com vara masculino    | 4,23 m       |
| 1934 | Jack Torrance                      | Estados Unidos  | Peso masculino              | 17,40 m      |
| 1934 | Ben Eastman                        | Estados Unidos  | 500 metros masculinos       | 1.02,0 m     |
| 1934 | Percy Beard                        | Canadá          | 110 m barreiras masculinos  | 14,2 s       |
| 1934 | Eulace Peacock                     | Estados Unidos  | 100 metros masculinos       | 10,3 s *     |
| 1934 | Peacock, Kane, Hardin, Eastman     | Estados Unidos  | estafeta 4x1000 m masculina | 1.53,3 m **  |
| 1934 | Jack Torrance                      | Estados Unidos  | Peso combinado              | 28,68 m      |
| 1934 | Harald Andersson                   | Suécia          | Disco masculino             | 52,42 m      |
| 1935 | Alvin Moreau                       | Estados Unidos  | 110 m barreiras masculinos  | 14,2 s *     |
| 1936 | Forrest Towns                      | Estados Unidos  | 110 m barreiras masculinos  | 13,7 s       |
| 1936 | Johnson, Fitch, Robinson, Woodruff | Estados Unidos  | estafeta 4x1000 m masculina | 1.53.1 m **  |
| 1937 | Edgar Bruun                        | Noruega         | 3 km marcha masculina       | 12.23,8 m    |
| 1937 | Edgar Bruun                        | Noruega         | 5 km marcha masculina       | 21.02,8 m    |
| 1937 | Edgar Bruun                        | Noruega         | 10 km marcha masculina      | 43.25,2 m    |
| 1947 | Gordien, Smith, Dillard, Guida     | Estados Unidos  | estafeta 4x1000 m masculina | 1.52,8 m **  |
| 1949 | Richard Ault                       | Estados Unidos  | 440 jardas barreiras        | 52,2 s *     |
| 1952 | Sverre Strandli                    | Noruega         | Martelo masculino           | 61,25 m      |
| 1953 | Sverre Strandli                    | Noruega         | Martelo masculino           | 62,36 m      |
| 1953 | Audun Boysen                       | Noruega         | 1000 metros mascul.         | 2.20,4 m     |
| 1955 | Pentti Karvonen                    | Finlândia       | 3000m obst. mascul.         | 8.45,4 m     |
| 1955 | Roger Moens                        | Bélgica         | 800 metros masculinos       | 1.45,0 m     |
| 1955 | Laszlo Tabori                      | Hungria         | 1500 metros masculinos      | 3.40,8 m *   |
| 1955 | Gunnar Nielsen                     | Dinamarca       | 1500 metros masculinos      | 3.40,8 m *   |
| 1957 | Josh Culbreath                     | Estados Unidos  | 440 jardas barreiras        | 50,5 s       |
| 1964 | Terje Pedersen                     | Noruega         | Dardo masculino             | 87,12 m      |
| 1964 | Terje Pedersen                     | Noruega         | Dardo masculino             | 91,72 m      |
| 1965 | Ron Clarke                         | Austrália       | 6 milhas                    | 26.47,0 m    |
| 1965 | Ron Clarke                         | Austrália       | 10000 metros masculinos     | 27.39,4 m    |
| 1973 | Polhill, Walker, Dixon, Quax       | Nova Zelândia   | estafeta 4x1500m mascul.    | 14.40,4 **   |
| 1974 | Grete Andersen                     | Noruega         | 3000 metros femininos       | 8.45,4 m     |
| 1974 | Rick Wohlhuter                     | Estados Unidos  | 1000 metros masculinos      | 2.13,9 m     |
| 1975 | Grete Andersen                     | Noruega         | 3000 metros femininos       | 8.46,6 m     |
| 1975 | Anders Gärderud                    | Suécia          | 3000m obst. mascul.         | 8.10,4 m     |
| 1976 | Grete Andersen                     | Noruega         | 3000 metros femininos       | 8.45,4 m     |
| 1976 | John Walker                        | Nova Zelândia   | 2000 metros masculinos      | 4.51,4 m     |
| 1978 | Henry Rono                         | Quênia          | 3000 metros masculinos      | 7.32,1 m     |
| 1979 | Sebastian Coe                      | Reino Unido     | 800 metros masculinos       | 1.42,33 m    |
| 1979 | Sebastian Coe                      | Reino Unido     | milha masculina             | 3.49,0 m     |
| 1980 | Sebastian Coe                      | Reino Unido     | 1000 metros masculinos      | 2.13,4 m     |
| 1980 | Steve Ovett                        | Reino Unido     | milha masculina             | 3.48,8 m     |
| 1980 | Steve Ovett                        | Reino Unido     | 1500 metros masculinos      | 3.32,1 m *   |
| 1981 | Sebastian Coe                      | Reino Unido     | 1000 metros masculinos      | 2.12,18 m    |
| 1982 | David Moorcroft                    | Reino Unido     | 5000 metros masculinos      | 13.00,41 m   |
| 1984 | Ingrid Kristiansen                 | Noruega         | 5000 metros femininos       | 14.58,89 m   |
| 1984 | Krzysztof Wesolowski               | Polónia         | 2000m obst. mascul.         | 5.20,00 m ** |
| 1985 | Saïd Aouita                        | Marrocos        | 5000 metros masculinos      | 13.00,40 m   |
| 1985 | Ingrid Kristiansen                 | Noruega         | 10000 metros femininos      | 30.59,42 m   |
| 1985 | Steve Cram                         | Reino Unido     | milha masculina             | 3.46,32 m    |
| 1986 | Ingrid Kristiansen                 | Noruega         | 10000 metros femininos      | 30.13,74 m   |
| 1990 | Jan Zelezný                        | Tchecoslováquia | Dardo masculino             | 89,66 m ***  |
| 1992 | Jan Zelezný                        | Tchecoslováquia | Dardo masculino             | 94,74 m **** |
| 1993 | Yobes Ondieki                      | Quênia          | 10000 metros masculinos     | 26.58,38 m   |
| 1994 | William Sigei                      | Quênia          | 10000 metros masculinos     | 26.52,23 m   |
| 1994 | Bernardo Segura                    | México          | 30 km marcha mascul.        | 2:04.55 h    |
| 1997 | Haile Gebrselassie                 | Etiópia         | 10000 metros masculinos     | 26.31,32 m   |
| 2000 | Trine Hattestad                    | Noruega         | Dardo feminino              | 69.48 m      |
| 2004 | Elvan Abeylegesse                  | Turquia         | 5000 metros femininos       | 14.24,68 m   |
| 2004 | Tirunesh Dibaba                    | Etiópia         | 5000 metros fem. junior     | 14.30,88 m   |
| 2007 | Meseret Defar                      | Etiópia         | 5000 metros femininos       | 14.16,63 m   |
| 2008 | Tirunesh Dibaba                    | Etiópia         | 5000 metros femininos       | 14.11,15 m   |
| 2008 | Abubaker Kaki                      | Sudão           | 800 metros masc. junior     | 1.42,69 m    |

* : recorde do mundo igualado
** : não ratificado pela IAAF
*** : ratificado pela IAAF depois do dardo ser modificado
**** : não ratificado pela IAAF: dardo julgado fora da norma